# Divizia A 1995-1996
Sezonul 1995-1996 al Diviziei A a fost cea de-a 78-a ediție a Campionatului de Fotbal al României, și a 58-a de la introducerea sistemului divizionar. A început pe 12 august 1995 și s-a terminat pe 20 aprilie 1996. Campioana en titre, Steaua București, a reușit să își apere cu succes titlul de campioană pentru a patra oară consecutiv. Pentru Steaua, acesta a fost cel de-al 18-lea titlu de campioană din istorie, extinzându-și astfel recordul deținut la acea vreme pentru cele mai multe titluri acumulate în România.
Campionatul s-a terminat mai devreme decât de obicei în vederea pregătirii echipei naționale de fotbal pentru Campionatul European de Fotbal 1996.

## Stadioane
| Steaua București      | FC U Craiova | Rapid București | AS Bacău              |
| --------------------- | --- | --- | --------------------- |
| Steaua                | Central | Rapid-Giulești | Municipal             |
| Capacitate: 28.365    | Capacitate: 37.000 | Capacitate: 19.100 | Capacitate: 17.500    |
|                       | | |                       |
| Dinamo București      | Argeș Pitești | Național București | Petrolul Ploiești     |
| Dinamo                | Municipal | Cotroceni | Ilie Oană             |
| Capacitate: 15.032    | Capacitate: 15.000 | Capacitate: 14.542 | Capacitate: 20.000    |
|                       | | |                       |
| Oțelul Galați         | OțelulBacăuCeahlăulArgeșPetrolulFarulUniversitateaGloriaInterUniversitateaPoli IașiPolitehnicaBrașovBucureștiEchipele din București: · Dinamo · Național · Rapid · Sportul · SteauaDivizia A 1995-1996 (România) DinamoNaționalRapidSteauaSportul Locația echipelor din București. | OțelulBacăuCeahlăulArgeșPetrolulFarulUniversitateaGloriaInterUniversitateaPoli IașiPolitehnicaBrașovBucureștiEchipele din București: · Dinamo · Național · Rapid · Sportul · SteauaDivizia A 1995-1996 (România) DinamoNaționalRapidSteauaSportul Locația echipelor din București. | Ceahlăul Piatra Neamț |
| Oțelul                | OțelulBacăuCeahlăulArgeșPetrolulFarulUniversitateaGloriaInterUniversitateaPoli IașiPolitehnicaBrașovBucureștiEchipele din București: · Dinamo · Național · Rapid · Sportul · SteauaDivizia A 1995-1996 (România) DinamoNaționalRapidSteauaSportul Locația echipelor din București. | OțelulBacăuCeahlăulArgeșPetrolulFarulUniversitateaGloriaInterUniversitateaPoli IașiPolitehnicaBrașovBucureștiEchipele din București: · Dinamo · Național · Rapid · Sportul · SteauaDivizia A 1995-1996 (România) DinamoNaționalRapidSteauaSportul Locația echipelor din București. | Ceahlăul              |
| Capacitate: 13.500    | OțelulBacăuCeahlăulArgeșPetrolulFarulUniversitateaGloriaInterUniversitateaPoli IașiPolitehnicaBrașovBucureștiEchipele din București: · Dinamo · Național · Rapid · Sportul · SteauaDivizia A 1995-1996 (România) DinamoNaționalRapidSteauaSportul Locația echipelor din București. | OțelulBacăuCeahlăulArgeșPetrolulFarulUniversitateaGloriaInterUniversitateaPoli IașiPolitehnicaBrașovBucureștiEchipele din București: · Dinamo · Național · Rapid · Sportul · SteauaDivizia A 1995-1996 (România) DinamoNaționalRapidSteauaSportul Locația echipelor din București. | Capacitate: 12.500    |
|                       | OțelulBacăuCeahlăulArgeșPetrolulFarulUniversitateaGloriaInterUniversitateaPoli IașiPolitehnicaBrașovBucureștiEchipele din București: · Dinamo · Național · Rapid · Sportul · SteauaDivizia A 1995-1996 (România) DinamoNaționalRapidSteauaSportul Locația echipelor din București. | OțelulBacăuCeahlăulArgeșPetrolulFarulUniversitateaGloriaInterUniversitateaPoli IașiPolitehnicaBrașovBucureștiEchipele din București: · Dinamo · Național · Rapid · Sportul · SteauaDivizia A 1995-1996 (România) DinamoNaționalRapidSteauaSportul Locația echipelor din București. |                       |
| Farul Constanța       | OțelulBacăuCeahlăulArgeșPetrolulFarulUniversitateaGloriaInterUniversitateaPoli IașiPolitehnicaBrașovBucureștiEchipele din București: · Dinamo · Național · Rapid · Sportul · SteauaDivizia A 1995-1996 (România) DinamoNaționalRapidSteauaSportul Locația echipelor din București. | OțelulBacăuCeahlăulArgeșPetrolulFarulUniversitateaGloriaInterUniversitateaPoli IașiPolitehnicaBrașovBucureștiEchipele din București: · Dinamo · Național · Rapid · Sportul · SteauaDivizia A 1995-1996 (România) DinamoNaționalRapidSteauaSportul Locația echipelor din București. | Sportul Studențesc    |
| Farul                 | OțelulBacăuCeahlăulArgeșPetrolulFarulUniversitateaGloriaInterUniversitateaPoli IașiPolitehnicaBrașovBucureștiEchipele din București: · Dinamo · Național · Rapid · Sportul · SteauaDivizia A 1995-1996 (România) DinamoNaționalRapidSteauaSportul Locația echipelor din București. | OțelulBacăuCeahlăulArgeșPetrolulFarulUniversitateaGloriaInterUniversitateaPoli IașiPolitehnicaBrașovBucureștiEchipele din București: · Dinamo · Național · Rapid · Sportul · SteauaDivizia A 1995-1996 (România) DinamoNaționalRapidSteauaSportul Locația echipelor din București. | Regie                 |
| Capacitate: 15.520    | OțelulBacăuCeahlăulArgeșPetrolulFarulUniversitateaGloriaInterUniversitateaPoli IașiPolitehnicaBrașovBucureștiEchipele din București: · Dinamo · Național · Rapid · Sportul · SteauaDivizia A 1995-1996 (România) DinamoNaționalRapidSteauaSportul Locația echipelor din București. | OțelulBacăuCeahlăulArgeșPetrolulFarulUniversitateaGloriaInterUniversitateaPoli IașiPolitehnicaBrașovBucureștiEchipele din București: · Dinamo · Național · Rapid · Sportul · SteauaDivizia A 1995-1996 (România) DinamoNaționalRapidSteauaSportul Locația echipelor din București. | Capacitate: 15.000    |
|                       | OțelulBacăuCeahlăulArgeșPetrolulFarulUniversitateaGloriaInterUniversitateaPoli IașiPolitehnicaBrașovBucureștiEchipele din București: · Dinamo · Național · Rapid · Sportul · SteauaDivizia A 1995-1996 (România) DinamoNaționalRapidSteauaSportul Locația echipelor din București. | OțelulBacăuCeahlăulArgeșPetrolulFarulUniversitateaGloriaInterUniversitateaPoli IașiPolitehnicaBrașovBucureștiEchipele din București: · Dinamo · Național · Rapid · Sportul · SteauaDivizia A 1995-1996 (România) DinamoNaționalRapidSteauaSportul Locația echipelor din București. |                       |
| Politehnica Timișoara | OțelulBacăuCeahlăulArgeșPetrolulFarulUniversitateaGloriaInterUniversitateaPoli IașiPolitehnicaBrașovBucureștiEchipele din București: · Dinamo · Național · Rapid · Sportul · SteauaDivizia A 1995-1996 (România) DinamoNaționalRapidSteauaSportul Locația echipelor din București. | OțelulBacăuCeahlăulArgeșPetrolulFarulUniversitateaGloriaInterUniversitateaPoli IașiPolitehnicaBrașovBucureștiEchipele din București: · Dinamo · Național · Rapid · Sportul · SteauaDivizia A 1995-1996 (România) DinamoNaționalRapidSteauaSportul Locația echipelor din București. | FC Brașov             |
| Dan Păltinișanu       | OțelulBacăuCeahlăulArgeșPetrolulFarulUniversitateaGloriaInterUniversitateaPoli IașiPolitehnicaBrașovBucureștiEchipele din București: · Dinamo · Național · Rapid · Sportul · SteauaDivizia A 1995-1996 (România) DinamoNaționalRapidSteauaSportul Locația echipelor din București. | OțelulBacăuCeahlăulArgeșPetrolulFarulUniversitateaGloriaInterUniversitateaPoli IașiPolitehnicaBrașovBucureștiEchipele din București: · Dinamo · Național · Rapid · Sportul · SteauaDivizia A 1995-1996 (România) DinamoNaționalRapidSteauaSportul Locația echipelor din București. | Tineretului           |
| Capacitate: 40.000    | OțelulBacăuCeahlăulArgeșPetrolulFarulUniversitateaGloriaInterUniversitateaPoli IașiPolitehnicaBrașovBucureștiEchipele din București: · Dinamo · Național · Rapid · Sportul · SteauaDivizia A 1995-1996 (România) DinamoNaționalRapidSteauaSportul Locația echipelor din București. | OțelulBacăuCeahlăulArgeșPetrolulFarulUniversitateaGloriaInterUniversitateaPoli IașiPolitehnicaBrașovBucureștiEchipele din București: · Dinamo · Național · Rapid · Sportul · SteauaDivizia A 1995-1996 (România) DinamoNaționalRapidSteauaSportul Locația echipelor din București. | Capacitate: 10.000    |
|                       | OțelulBacăuCeahlăulArgeșPetrolulFarulUniversitateaGloriaInterUniversitateaPoli IașiPolitehnicaBrașovBucureștiEchipele din București: · Dinamo · Național · Rapid · Sportul · SteauaDivizia A 1995-1996 (România) DinamoNaționalRapidSteauaSportul Locația echipelor din București. | OțelulBacăuCeahlăulArgeșPetrolulFarulUniversitateaGloriaInterUniversitateaPoli IașiPolitehnicaBrașovBucureștiEchipele din București: · Dinamo · Național · Rapid · Sportul · SteauaDivizia A 1995-1996 (România) DinamoNaționalRapidSteauaSportul Locația echipelor din București. |                       |
| Gloria Bistrița       | Politehnica Iași | Inter Sibiu | Universitatea Cluj    |
| Gloria                | Emil Alexandrescu | Inter | Ion Moina             |
| Capacitate: 7.800     | Capacitate: 12.500 | Capacitate: 14.200 | Capacitate: 28.000    |
|                       | | |                       |

## Clasament
| Loc | Echipă                | Pct. | MJ | V  | E | Î  | GM | GP | DG  | Calificare sau retrogradare                  |
| --- | --------------------- | ---- | -- | -- | - | -- | -- | -- | --- | -------------------------------------------- |
| 1.  | Steaua București (C)  | 71   | 34 | 21 | 8 | 5  | 79 | 30 | +49 | Liga Campionilor 1996-97 Runda de calificare |
| 2.  | FC Național           | 60   | 34 | 18 | 6 | 10 | 60 | 44 | +16 | Cupa UEFA 1996-97 Runda de calificare        |
| 3.  | Rapid București       | 59   | 34 | 18 | 5 | 11 | 59 | 33 | +26 | Cupa UEFA 1996-97 Runda de calificare        |
| 4.  | FCU Craiova           | 57   | 34 | 17 | 6 | 11 | 45 | 30 | +15 | Cupa Intertoto 1996 Faza grupelor            |
| 5.  | Dinamo București      | 52   | 34 | 15 | 7 | 12 | 40 | 37 | +3  | Cupa Intertoto 1996 Faza grupelor            |
| 6.  | Petrolul Ploiești     | 51   | 34 | 16 | 3 | 15 | 44 | 38 | +6  |                                              |
| 7.  | Politehnica Timișoara | 49   | 34 | 14 | 7 | 13 | 58 | 47 | +11 |                                              |
| 8.  | Farul                 | 49   | 34 | 15 | 4 | 15 | 56 | 49 | +7  |                                              |
| 9.  | Universitatea Cluj    | 48   | 34 | 14 | 6 | 14 | 41 | 40 | +1  |                                              |
| 10. | FC Brașov             | 46   | 34 | 13 | 7 | 14 | 38 | 60 | −22 |                                              |
| 11. | AS Bacău              | 45   | 34 | 15 | 0 | 19 | 40 | 58 | −18 |                                              |
| 12. | Gloria Bistrița       | 45   | 34 | 14 | 3 | 17 | 41 | 38 | +3  | Cupa Cupelor 1996-97 Runda de calificare     |
| 13. | Oțelul Galați         | 45   | 34 | 14 | 3 | 17 | 42 | 46 | −4  |                                              |
| 14. | Sportul Studențesc    | 43   | 34 | 12 | 7 | 15 | 33 | 35 | −2  |                                              |
| 15. | Ceahlăul              | 43   | 34 | 13 | 4 | 17 | 34 | 46 | −12 |                                              |
| 16. | Argeș Pitești         | 42   | 34 | 12 | 6 | 16 | 39 | 52 | −13 |                                              |
| 17. | Inter Sibiu (R)       | 37   | 34 | 10 | 7 | 17 | 29 | 48 | −19 | Retrogradare în Divizia B 1996-1997          |
| 18. | Politehnica Iași (R)  | 30   | 34 | 9  | 3 | 22 | 27 | 74 | −47 | Retrogradare în Divizia B 1996-1997          |

1. 1 2  TIM 3-1 FAR; FAR 1-4 TIM
2. 1 2 3  G 2-0 O; O 1-0 G; O 3-1 B; B 3-0 O; G 2-0 B; B 3-1 G
3. 1 2  SPO 1-0 CEA; CEA 1-0 SPO

### Pozițiile pe etapă
| Etapă/ Echipă                | 1             | 2  | 3  | 4  | 5  | 6  | 7  | 8  | 9  | 10 | 11 | 12 | 13 | 14 | 15 | 16 | 17 | 18 | 19 | 20 | 21 | 22 | 23 | 24 | 25 | 26 | 27 | 28 | 29 | 30 | 31 | 32 | 33 | 34 |    |
| ---------------------------- | ------------- | -- | -- | -- | -- | -- | -- | -- | -- | -- | -- | -- | -- | -- | -- | -- | -- | -- | -- | -- | -- | -- | -- | -- | -- | -- | -- | -- | -- | -- | -- | -- | -- | -- | -- |
| Etapă/ Echipă                | Argeș Pitești | 12 | 6  | 9  | 7  | 5  | 8  | 6  | 7  | 8  | 8  | 7  | 9  | 10 | 13 | 17 | 11 | 9  | 10 | 8  | 11 | 9  | 10 | 10 | 10 | 11 | 14 | 13 | 14 | 16 | 17 | 16 | 16 | 15 | 16 |
| Bacău                        | 4             | 8  | 10 | 15 | 17 | 13 | 15 | 13 | 17 | 18 | 16 | 17 | 17 | 17 | 15 | 17 | 18 | 18 | 18 | 17 | 18 | 18 | 17 | 17 | 17 | 17 | 16 | 16 | 15 | 15 | 15 | 15 | 16 | 11 |    |
| Brașov                       | 11            | 14 | 17 | 13 | 9  | 12 | 13 | 10 | 12 | 10 | 15 | 11 | 16 | 11 | 14 | 13 | 12 | 13 | 11 | 13 | 11 | 11 | 11 | 12 | 12 | 9  | 10 | 8  | 9  | 12 | 10 | 11 | 9  | 10 |    |
| Ceahlăul Piatra Neamț        | 17            | 13 | 14 | 10 | 8  | 5  | 5  | 4  | 3  | 4  | 5  | 4  | 5  | 5  | 6  | 6  | 6  | 8  | 9  | 8  | 12 | 14 | 15 | 14 | 14 | 13 | 14 | 12 | 13 | 11 | 9  | 10 | 14 | 15 |    |
| Universitatea Craiova        | 2             | 4  | 3  | 4  | 4  | 3  | 4  | 3  | 4  | 3  | 3  | 3  | 3  | 2  | 3  | 5  | 4  | 5  | 4  | 3  | 3  | 3  | 3  | 4  | 4  | 3  | 3  | 3  | 4  | 5  | 5  | 4  | 4  | 4  |    |
| Dinamo București             | 7             | 10 | 4  | 9  | 6  | 4  | 3  | 2  | 2  | 2  | 2  | 2  | 2  | 3  | 4  | 3  | 2  | 3  | 2  | 4  | 4  | 4  | 4  | 3  | 3  | 5  | 5  | 5  | 5  | 4  | 4  | 5  | 5  | 5  |    |
| Farul Constanța              | 13            | 11 | 13 | 12 | 14 | 15 | 17 | 16 | 16 | 14 | 9  | 8  | 6  | 6  | 5  | 4  | 5  | 4  | 6  | 6  | 6  | 8  | 7  | 8  | 7  | 8  | 6  | 9  | 6  | 8  | 8  | 9  | 8  | 8  |    |
| Gloria Bistrița              | 5             | 3  | 6  | 3  | 7  | 10 | 7  | 9  | 6  | 5  | 4  | 7  | 8  | 7  | 7  | 7  | 7  | 6  | 5  | 5  | 5  | 5  | 5  | 7  | 6  | 7  | 9  | 7  | 8  | 9  | 7  | 8  | 10 | 12 |    |
| Inter Sibiu                  | 8             | 5  | 8  | 11 | 13 | 14 | 12 | 15 | 11 | 13 | 10 | 12 | 9  | 12 | 13 | 16 | 13 | 14 | 13 | 9  | 13 | 16 | 16 | 16 | 15 | 16 | 17 | 17 | 17 | 16 | 17 | 17 | 17 | 17 |    |
| Oțelul Galați                | 15            | 17 | 15 | 17 | 12 | 9  | 11 | 8  | 9  | 9  | 11 | 10 | 12 | 9  | 10 | 8  | 11 | 9  | 12 | 15 | 15 | 13 | 14 | 13 | 13 | 11 | 12 | 11 | 11 | 14 | 13 | 14 | 12 | 13 |    |
| Petrolul Ploiești            | 3             | 7  | 5  | 5  | 3  | 6  | 8  | 6  | 7  | 6  | 6  | 6  | 7  | 10 | 8  | 9  | 8  | 7  | 7  | 7  | 7  | 6  | 8  | 6  | 8  | 6  | 7  | 6  | 7  | 6  | 6  | 6  | 6  | 6  |    |
| Politehnica Iași             | 10            | 16 | 11 | 16 | 16 | 18 | 16 | 14 | 10 | 11 | 13 | 15 | 14 | 15 | 11 | 14 | 15 | 16 | 16 | 18 | 17 | 17 | 18 | 18 | 18 | 18 | 18 | 18 | 18 | 18 | 18 | 18 | 18 | 18 |    |
| Național București           | 14            | 18 | 16 | 18 | 18 | 17 | 18 | 18 | 18 | 17 | 12 | 13 | 11 | 8  | 9  | 12 | 10 | 11 | 14 | 10 | 8  | 7  | 6  | 5  | 5  | 4  | 4  | 4  | 3  | 3  | 3  | 3  | 3  | 2  |    |
| Rapid București              | 1             | 1  | 1  | 2  | 2  | 2  | 2  | 5  | 5  | 7  | 8  | 5  | 4  | 4  | 2  | 2  | 3  | 2  | 3  | 2  | 2  | 2  | 2  | 2  | 2  | 2  | 2  | 2  | 2  | 2  | 2  | 2  | 2  | 3  |    |
| Sportul Studențesc București | 16            | 9  | 12 | 8  | 11 | 11 | 10 | 12 | 14 | 12 | 14 | 16 | 15 | 16 | 12 | 15 | 16 | 17 | 17 | 16 | 16 | 15 | 13 | 15 | 16 | 15 | 15 | 15 | 14 | 13 | 14 | 12 | 13 | 14 |    |
| Steaua București             | 9             | 2  | 2  | 1  | 1  | 1  | 1  | 1  | 1  | 1  | 1  | 1  | 1  | 1  | 1  | 1  | 1  | 1  | 1  | 1  | 1  | 1  | 1  | 1  | 1  | 1  | 1  | 1  | 1  | 1  | 1  | 1  | 1  | 1  |    |
| Politehnica Timișoara        | 6             | 12 | 7  | 6  | 10 | 7  | 9  | 11 | 13 | 15 | 17 | 18 | 18 | 18 | 18 | 18 | 17 | 15 | 15 | 14 | 14 | 12 | 12 | 11 | 9  | 10 | 8  | 10 | 10 | 7  | 11 | 7  | 7  | 7  |    |
| Universitatea Cluj           | 18            | 15 | 18 | 14 | 15 | 16 | 14 | 17 | 15 | 16 | 18 | 14 | 13 | 14 | 16 | 10 | 14 | 12 | 10 | 12 | 10 | 9  | 9  | 9  | 10 | 12 | 11 | 13 | 12 | 10 | 12 | 13 | 11 | 9  |    |

| Câștigătorii Diviziei A, ediția 1995/1996 |
| ----------------------------------------- |
| Steaua București Al 18-lea Titlu          |

## Rezultate
| Oaspeți ► Gazde ▼                          | ARG | BAC | BRA | CEA | UCR | DIN | FAR | GBI | INT | OȚE | PET | PIA | NAT | RAP | SPO | STE | POL | UCL |
| ------------------------------------------ | --- | --- | --- | --- | --- | --- | --- | --- | --- | --- | --- | --- | --- | --- | --- | --- | --- | --- |
| Argeș Pitești                              | —   | 2–0 | 1–1 | 1–1 | 2–0 | 1–0 | 2–1 | 2–1 | 2–1 | 2–2 | 2–1 | 6–0 | 4–0 | 3–2 | 1–0 | 1–2 | 0–0 | 0–2 |
| Bacău                                      | 3–1 | —   | 1–2 | 2–0 | 1–0 | 2–0 | 3–0 | 3–1 | 2–1 | 3–0 | 1–0 | 3–1 | 2–1 | 1–0 | 0–1 | 1–2 | 4–1 | 1–0 |
| Brașov                                     | 1–1 | 2–1 | —   | 0–0 | 1–1 | 2–1 | 3–1 | 1–0 | 2–1 | 1–0 | 1–0 | 2–0 | 0–0 | 1–0 | 4–3 | 1–0 | 1–1 | 1–0 |
| Ceahlăul Piatra Neamț                      | 1–0 | 3–1 | 2–1 | —   | 0–2 | 2–0 | 0–0 | 1–0 | 2–0 | 3–1 | 1–2 | 1–0 | 1–2 | 0–1 | 1–0 | 2–1 | 1–0 | 2–0 |
| Universitatea Craiova                      | 2–1 | 1–0 | 3–1 | 4–0 | —   | 3–1 | 2–1 | 1–0 | 2–0 | 3–0 | 3–0 | 3–0 | 1–0 | 2–0 | 1–0 | 1–1 | 3–1 | 0–0 |
| Dinamo București                           | 3–1 | 3–0 | 3–1 | 0–0 | 2–1 | —   | 2–1 | 2–1 | 2–1 | 2–0 | 1–0 | 2–0 | 0–3 | 1–1 | 0–1 | 1–1 | 3–0 | 1–0 |
| Farul Constanța                            | 3–0 | 1–0 | 4–0 | 2–0 | 2–1 | 1–2 | —   | 1–0 | 4–0 | 1–0 | 3–3 | 7–0 | 0–2 | 4–2 | 1–0 | 1–1 | 1–4 | 1–0 |
| Gloria Bistrița                            | 4–0 | 2–0 | 3–2 | 1–0 | 3–0 | 2–0 | 0–2 | —   | 2–0 | 2–0 | 1–0 | 3–0 | 3–1 | 1–2 | 3–1 | 0–2 | 0–0 | 1–0 |
| Inter Sibiu                                | 0–0 | 0–2 | 3–0 | 2–0 | 2–0 | 0–0 | 3–2 | 0–0 | —   | 1–1 | 2–1 | 0–1 | 1–0 | 2–1 | 2–0 | 0–0 | 1–1 | 1–0 |
| Oțelul Galați                              | 2–0 | 3–1 | 4–0 | 2–0 | 2–0 | 0–2 | 1–0 | 1–0 | 2–0 | —   | 2–0 | 3–1 | 3–1 | 0–3 | 3–1 | 1–2 | 1–0 | 2–0 |
| Petrolul Ploiești                          | 1–0 | 3–0 | 4–2 | 3–2 | 1–0 | 1–0 | 2–0 | 2–0 | 1–0 | 2–0 | —   | 5–0 | 0–0 | 2–1 | 1–0 | 2–2 | 2–0 | 2–0 |
| Politehnica Iași                           | 1–2 | 3–0 | 2–1 | 0–1 | 2–0 | 0–0 | 1–2 | 2–1 | 2–1 | 2–1 | 2–1 | —   | 0–1 | 0–1 | 0–1 | 1–2 | 0–0 | 0–0 |
| Național București                         | 4–1 | 4–1 | 5–1 | 3–1 | 4–3 | 1–1 | 2–1 | 1–3 | 5–0 | 3–1 | 3–0 | 2–3 | —   | 0–4 | 0–0 | 1–0 | 2–1 | 3–1 |
| Rapid București                            | 3–0 | 3–0 | 3–0 | 2–1 | 0–1 | 2–0 | 3–4 | 2–0 | 2–0 | 2–0 | 1–0 | 3–0 | 1–1 | —   | 1–1 | 1–1 | 4–1 | 5–0 |
| Sportul Studențesc București               | 3–0 | 3–0 | 2–0 | 1–0 | 0–0 | 0–1 | 2–1 | 2–1 | 0–1 | 1–1 | 2–1 | 3–1 | 0–0 | 0–0 | —   | 0–2 | 1–0 | 2–3 |
| Steaua București                           | 4–0 | 5–0 | 5–0 | 6–2 | 1–0 | 4–2 | 2–2 | 3–1 | 3–1 | 1–0 | 2–1 | 4–0 | 5–1 | 3–0 | 1–1 | —   | 5–1 | 4–0 |
| Politehnica Timișoara                      | 2–0 | 2–0 | 4–1 | 4–3 | 0–0 | 2–2 | 3–1 | 3–0 | 5–1 | 3–1 | 2–0 | 9–1 | 0–1 | 1–3 | 3–1 | 2–1 | —   | 2–0 |
| Universitatea Cluj                         | 1–0 | 7–1 | 1–1 | 2–0 | 1–1 | 2–0 | 3–0 | 1–1 | 1–1 | 3–2 | 2–0 | 3–1 | 1–3 | 2–0 | 1–0 | 2–1 | 2–0 | —   |
| Câștigă gazdele; Remiză; Câștigă oaspeții. |     |     |     |     |     |     |     |     |     |     |     |     |     |     |     |     |     |     |

## Golgheteri
- Ion Vlădoiu - Steaua București - 25
- Marin Dună - Național București - 17
- Marcel Băban - Politehnica Timișoara - 15
- Ionel Dănciulescu - Dinamo București - 14
- Adrian Ilie - Steaua București - 13
- Radu Sabo - Universitatea Cluj - 12
- Radu Niculescu - Național București - 12
- Gheorghe Butoiu - Farul Constanța - 12
- Dumitru Târțău - Rapid București - 12
- Viorel Ion - Oțelul Galați - 11
- Iulian Chiriță - Rapid București - 10
- Constantin Barbu - Argeș Pitești - 10
- Constantin Enache - Ceahlăul Piatra Neamț - 9
- Vasile Jercălău - AS Bacău - 9
- Dorin Mateuț - Dinamo București - 8
- Marcel Abăluță - Petrolul Ploiești - 8
- Lavi Hrib - FC Brașov - 7
- Ovidiu Marc - Ceahlăul Piatra Neamț - 7
- Mihai Ionescu - Ceahlăul Piatra Neamț - 6
- Florin Constantinovici - Rapid București - 6
- Liviu Ciobotariu - Național București - 6
- Viorel Tănase - Oțelul Galați - 6
- Adrian Ambrosie - Poli Iași - 6
- Dănuț Moisescu - Național București - 5
- Cristian Ciocoiu - AS Bacău - 5
- Daniel Prodan - Steaua București - 5
- Leonard Strizu - FC Brașov - 5
- Dennis Șerban - Farul Constanța - 5
- Alexandru Marcă - U Cluj - 5
- Adrian State - Oțelul Galați - 5